# Antonio Caetani (Kardinal, † 1412)

Kardinalwappen von Antonio Caetani

Antonio Caetani (* um 1360 in Piedimonte Matese; † 11. Januar 1412) war ein italienischer Kardinal der Römischen Kirche, Patriarch und Inhaber mehrerer Dompräbenden in Deutschland.

## Leben
Antonio Caetani entstammte dem Adelsgeschlecht Caetani und wurde am 27. Januar 1395 zum Patriarch von Aquileia ernannt. Damit war er zugleich weltlicher Herrscher über das Friaul und über Teile Istriens.
Bereits am 2. Februar 1402 verzichtete er auf das Patriarchat von Aquileia und wurde zunächst zum Kardinalpriester von Santa Cecilia, dann zum Kardinalbischof von Palestrina ernannt. Bis zum Juli 1405 war Antonio Caetani Kardinalgroßpönitentiar und Erzpriester der Lateranbasilika.
1406 nahm Kardinal Caetani am Konklave teil und schlug Angelo Correr vor, der dann bei der Wahl am 30. November 1406 als Gregor XII. neuer Papst wurde. Wegen seiner Teilnahme am Konzil von Pisa im März 1409 wurde er von Papst Gregor XII. seines Kardinalsamtes enthoben. Daraufhin nahm Caetani am Konklave 1409 teil, das Alexander V. zum Gegenpapst wählte. Alexander V. veranlasste Kardinal Caetani dazu, am 2. Juli 1409 für das suburbikarische Bistum Porto e Santa Rufina zu optieren. In diesem Amt blieb er bis zu seinem Tode. An der Wahlversammlung 1410, die Johannes XXIII. zum Gegenpapst wählte, nahm er nicht teil.

## Ämter
- Päpstlicher Nuntius in Deutschland

## Präbenden in Deutschland
- 21. Oktober 1392 päpstliche Provision für Köln und Kollegiatstift Mariengraden in Köln
- 6. Mai 1394 ebenso für Münster und Archidiakonat Friesland
- Essen und St. Aposteln in Köln